# Déviation (échecs)
Pour les articles homonymes, voir Déviation.
Déviation est un terme de la tactique échiquéenne et du problème d'échecs qui désigne le fait de forcer une pièce adverse à quitter son rôle de défenseur d'une autre pièce ou d'une menace. 
|   | a | b | c | d | e | f | g | h |   |
| 8 | Tour noire sur case noire f8 · Roi noir sur case blanche g8 · Fou noir sur case noire c7 · Pion noir sur case noire g7 · Pion noir sur case blanche a6 · Pion noir sur case noire h6 · Pion noir sur case blanche b5 · Pion noir sur case noire c5 · Pion blanc sur case noire c3 · Pion blanc sur case blanche h3 · Pion blanc sur case blanche a2 · Pion blanc sur case noire b2 · Fou blanc sur case blanche c2 · Pion blanc sur case blanche g2 · Tour blanche sur case blanche f1 · Roi blanc sur case noire g1 | Tour noire sur case noire f8 · Roi noir sur case blanche g8 · Fou noir sur case noire c7 · Pion noir sur case noire g7 · Pion noir sur case blanche a6 · Pion noir sur case noire h6 · Pion noir sur case blanche b5 · Pion noir sur case noire c5 · Pion blanc sur case noire c3 · Pion blanc sur case blanche h3 · Pion blanc sur case blanche a2 · Pion blanc sur case noire b2 · Fou blanc sur case blanche c2 · Pion blanc sur case blanche g2 · Tour blanche sur case blanche f1 · Roi blanc sur case noire g1 | Tour noire sur case noire f8 · Roi noir sur case blanche g8 · Fou noir sur case noire c7 · Pion noir sur case noire g7 · Pion noir sur case blanche a6 · Pion noir sur case noire h6 · Pion noir sur case blanche b5 · Pion noir sur case noire c5 · Pion blanc sur case noire c3 · Pion blanc sur case blanche h3 · Pion blanc sur case blanche a2 · Pion blanc sur case noire b2 · Fou blanc sur case blanche c2 · Pion blanc sur case blanche g2 · Tour blanche sur case blanche f1 · Roi blanc sur case noire g1 | Tour noire sur case noire f8 · Roi noir sur case blanche g8 · Fou noir sur case noire c7 · Pion noir sur case noire g7 · Pion noir sur case blanche a6 · Pion noir sur case noire h6 · Pion noir sur case blanche b5 · Pion noir sur case noire c5 · Pion blanc sur case noire c3 · Pion blanc sur case blanche h3 · Pion blanc sur case blanche a2 · Pion blanc sur case noire b2 · Fou blanc sur case blanche c2 · Pion blanc sur case blanche g2 · Tour blanche sur case blanche f1 · Roi blanc sur case noire g1 | Tour noire sur case noire f8 · Roi noir sur case blanche g8 · Fou noir sur case noire c7 · Pion noir sur case noire g7 · Pion noir sur case blanche a6 · Pion noir sur case noire h6 · Pion noir sur case blanche b5 · Pion noir sur case noire c5 · Pion blanc sur case noire c3 · Pion blanc sur case blanche h3 · Pion blanc sur case blanche a2 · Pion blanc sur case noire b2 · Fou blanc sur case blanche c2 · Pion blanc sur case blanche g2 · Tour blanche sur case blanche f1 · Roi blanc sur case noire g1 | Tour noire sur case noire f8 · Roi noir sur case blanche g8 · Fou noir sur case noire c7 · Pion noir sur case noire g7 · Pion noir sur case blanche a6 · Pion noir sur case noire h6 · Pion noir sur case blanche b5 · Pion noir sur case noire c5 · Pion blanc sur case noire c3 · Pion blanc sur case blanche h3 · Pion blanc sur case blanche a2 · Pion blanc sur case noire b2 · Fou blanc sur case blanche c2 · Pion blanc sur case blanche g2 · Tour blanche sur case blanche f1 · Roi blanc sur case noire g1 | Tour noire sur case noire f8 · Roi noir sur case blanche g8 · Fou noir sur case noire c7 · Pion noir sur case noire g7 · Pion noir sur case blanche a6 · Pion noir sur case noire h6 · Pion noir sur case blanche b5 · Pion noir sur case noire c5 · Pion blanc sur case noire c3 · Pion blanc sur case blanche h3 · Pion blanc sur case blanche a2 · Pion blanc sur case noire b2 · Fou blanc sur case blanche c2 · Pion blanc sur case blanche g2 · Tour blanche sur case blanche f1 · Roi blanc sur case noire g1 | Tour noire sur case noire f8 · Roi noir sur case blanche g8 · Fou noir sur case noire c7 · Pion noir sur case noire g7 · Pion noir sur case blanche a6 · Pion noir sur case noire h6 · Pion noir sur case blanche b5 · Pion noir sur case noire c5 · Pion blanc sur case noire c3 · Pion blanc sur case blanche h3 · Pion blanc sur case blanche a2 · Pion blanc sur case noire b2 · Fou blanc sur case blanche c2 · Pion blanc sur case blanche g2 · Tour blanche sur case blanche f1 · Roi blanc sur case noire g1 | 8 |
| 7 | Tour noire sur case noire f8 · Roi noir sur case blanche g8 · Fou noir sur case noire c7 · Pion noir sur case noire g7 · Pion noir sur case blanche a6 · Pion noir sur case noire h6 · Pion noir sur case blanche b5 · Pion noir sur case noire c5 · Pion blanc sur case noire c3 · Pion blanc sur case blanche h3 · Pion blanc sur case blanche a2 · Pion blanc sur case noire b2 · Fou blanc sur case blanche c2 · Pion blanc sur case blanche g2 · Tour blanche sur case blanche f1 · Roi blanc sur case noire g1 | Tour noire sur case noire f8 · Roi noir sur case blanche g8 · Fou noir sur case noire c7 · Pion noir sur case noire g7 · Pion noir sur case blanche a6 · Pion noir sur case noire h6 · Pion noir sur case blanche b5 · Pion noir sur case noire c5 · Pion blanc sur case noire c3 · Pion blanc sur case blanche h3 · Pion blanc sur case blanche a2 · Pion blanc sur case noire b2 · Fou blanc sur case blanche c2 · Pion blanc sur case blanche g2 · Tour blanche sur case blanche f1 · Roi blanc sur case noire g1 | Tour noire sur case noire f8 · Roi noir sur case blanche g8 · Fou noir sur case noire c7 · Pion noir sur case noire g7 · Pion noir sur case blanche a6 · Pion noir sur case noire h6 · Pion noir sur case blanche b5 · Pion noir sur case noire c5 · Pion blanc sur case noire c3 · Pion blanc sur case blanche h3 · Pion blanc sur case blanche a2 · Pion blanc sur case noire b2 · Fou blanc sur case blanche c2 · Pion blanc sur case blanche g2 · Tour blanche sur case blanche f1 · Roi blanc sur case noire g1 | Tour noire sur case noire f8 · Roi noir sur case blanche g8 · Fou noir sur case noire c7 · Pion noir sur case noire g7 · Pion noir sur case blanche a6 · Pion noir sur case noire h6 · Pion noir sur case blanche b5 · Pion noir sur case noire c5 · Pion blanc sur case noire c3 · Pion blanc sur case blanche h3 · Pion blanc sur case blanche a2 · Pion blanc sur case noire b2 · Fou blanc sur case blanche c2 · Pion blanc sur case blanche g2 · Tour blanche sur case blanche f1 · Roi blanc sur case noire g1 | Tour noire sur case noire f8 · Roi noir sur case blanche g8 · Fou noir sur case noire c7 · Pion noir sur case noire g7 · Pion noir sur case blanche a6 · Pion noir sur case noire h6 · Pion noir sur case blanche b5 · Pion noir sur case noire c5 · Pion blanc sur case noire c3 · Pion blanc sur case blanche h3 · Pion blanc sur case blanche a2 · Pion blanc sur case noire b2 · Fou blanc sur case blanche c2 · Pion blanc sur case blanche g2 · Tour blanche sur case blanche f1 · Roi blanc sur case noire g1 | Tour noire sur case noire f8 · Roi noir sur case blanche g8 · Fou noir sur case noire c7 · Pion noir sur case noire g7 · Pion noir sur case blanche a6 · Pion noir sur case noire h6 · Pion noir sur case blanche b5 · Pion noir sur case noire c5 · Pion blanc sur case noire c3 · Pion blanc sur case blanche h3 · Pion blanc sur case blanche a2 · Pion blanc sur case noire b2 · Fou blanc sur case blanche c2 · Pion blanc sur case blanche g2 · Tour blanche sur case blanche f1 · Roi blanc sur case noire g1 | Tour noire sur case noire f8 · Roi noir sur case blanche g8 · Fou noir sur case noire c7 · Pion noir sur case noire g7 · Pion noir sur case blanche a6 · Pion noir sur case noire h6 · Pion noir sur case blanche b5 · Pion noir sur case noire c5 · Pion blanc sur case noire c3 · Pion blanc sur case blanche h3 · Pion blanc sur case blanche a2 · Pion blanc sur case noire b2 · Fou blanc sur case blanche c2 · Pion blanc sur case blanche g2 · Tour blanche sur case blanche f1 · Roi blanc sur case noire g1 | Tour noire sur case noire f8 · Roi noir sur case blanche g8 · Fou noir sur case noire c7 · Pion noir sur case noire g7 · Pion noir sur case blanche a6 · Pion noir sur case noire h6 · Pion noir sur case blanche b5 · Pion noir sur case noire c5 · Pion blanc sur case noire c3 · Pion blanc sur case blanche h3 · Pion blanc sur case blanche a2 · Pion blanc sur case noire b2 · Fou blanc sur case blanche c2 · Pion blanc sur case blanche g2 · Tour blanche sur case blanche f1 · Roi blanc sur case noire g1 | 7 |
| 6 | Tour noire sur case noire f8 · Roi noir sur case blanche g8 · Fou noir sur case noire c7 · Pion noir sur case noire g7 · Pion noir sur case blanche a6 · Pion noir sur case noire h6 · Pion noir sur case blanche b5 · Pion noir sur case noire c5 · Pion blanc sur case noire c3 · Pion blanc sur case blanche h3 · Pion blanc sur case blanche a2 · Pion blanc sur case noire b2 · Fou blanc sur case blanche c2 · Pion blanc sur case blanche g2 · Tour blanche sur case blanche f1 · Roi blanc sur case noire g1 | Tour noire sur case noire f8 · Roi noir sur case blanche g8 · Fou noir sur case noire c7 · Pion noir sur case noire g7 · Pion noir sur case blanche a6 · Pion noir sur case noire h6 · Pion noir sur case blanche b5 · Pion noir sur case noire c5 · Pion blanc sur case noire c3 · Pion blanc sur case blanche h3 · Pion blanc sur case blanche a2 · Pion blanc sur case noire b2 · Fou blanc sur case blanche c2 · Pion blanc sur case blanche g2 · Tour blanche sur case blanche f1 · Roi blanc sur case noire g1 | Tour noire sur case noire f8 · Roi noir sur case blanche g8 · Fou noir sur case noire c7 · Pion noir sur case noire g7 · Pion noir sur case blanche a6 · Pion noir sur case noire h6 · Pion noir sur case blanche b5 · Pion noir sur case noire c5 · Pion blanc sur case noire c3 · Pion blanc sur case blanche h3 · Pion blanc sur case blanche a2 · Pion blanc sur case noire b2 · Fou blanc sur case blanche c2 · Pion blanc sur case blanche g2 · Tour blanche sur case blanche f1 · Roi blanc sur case noire g1 | Tour noire sur case noire f8 · Roi noir sur case blanche g8 · Fou noir sur case noire c7 · Pion noir sur case noire g7 · Pion noir sur case blanche a6 · Pion noir sur case noire h6 · Pion noir sur case blanche b5 · Pion noir sur case noire c5 · Pion blanc sur case noire c3 · Pion blanc sur case blanche h3 · Pion blanc sur case blanche a2 · Pion blanc sur case noire b2 · Fou blanc sur case blanche c2 · Pion blanc sur case blanche g2 · Tour blanche sur case blanche f1 · Roi blanc sur case noire g1 | Tour noire sur case noire f8 · Roi noir sur case blanche g8 · Fou noir sur case noire c7 · Pion noir sur case noire g7 · Pion noir sur case blanche a6 · Pion noir sur case noire h6 · Pion noir sur case blanche b5 · Pion noir sur case noire c5 · Pion blanc sur case noire c3 · Pion blanc sur case blanche h3 · Pion blanc sur case blanche a2 · Pion blanc sur case noire b2 · Fou blanc sur case blanche c2 · Pion blanc sur case blanche g2 · Tour blanche sur case blanche f1 · Roi blanc sur case noire g1 | Tour noire sur case noire f8 · Roi noir sur case blanche g8 · Fou noir sur case noire c7 · Pion noir sur case noire g7 · Pion noir sur case blanche a6 · Pion noir sur case noire h6 · Pion noir sur case blanche b5 · Pion noir sur case noire c5 · Pion blanc sur case noire c3 · Pion blanc sur case blanche h3 · Pion blanc sur case blanche a2 · Pion blanc sur case noire b2 · Fou blanc sur case blanche c2 · Pion blanc sur case blanche g2 · Tour blanche sur case blanche f1 · Roi blanc sur case noire g1 | Tour noire sur case noire f8 · Roi noir sur case blanche g8 · Fou noir sur case noire c7 · Pion noir sur case noire g7 · Pion noir sur case blanche a6 · Pion noir sur case noire h6 · Pion noir sur case blanche b5 · Pion noir sur case noire c5 · Pion blanc sur case noire c3 · Pion blanc sur case blanche h3 · Pion blanc sur case blanche a2 · Pion blanc sur case noire b2 · Fou blanc sur case blanche c2 · Pion blanc sur case blanche g2 · Tour blanche sur case blanche f1 · Roi blanc sur case noire g1 | Tour noire sur case noire f8 · Roi noir sur case blanche g8 · Fou noir sur case noire c7 · Pion noir sur case noire g7 · Pion noir sur case blanche a6 · Pion noir sur case noire h6 · Pion noir sur case blanche b5 · Pion noir sur case noire c5 · Pion blanc sur case noire c3 · Pion blanc sur case blanche h3 · Pion blanc sur case blanche a2 · Pion blanc sur case noire b2 · Fou blanc sur case blanche c2 · Pion blanc sur case blanche g2 · Tour blanche sur case blanche f1 · Roi blanc sur case noire g1 | 6 |
| 5 | Tour noire sur case noire f8 · Roi noir sur case blanche g8 · Fou noir sur case noire c7 · Pion noir sur case noire g7 · Pion noir sur case blanche a6 · Pion noir sur case noire h6 · Pion noir sur case blanche b5 · Pion noir sur case noire c5 · Pion blanc sur case noire c3 · Pion blanc sur case blanche h3 · Pion blanc sur case blanche a2 · Pion blanc sur case noire b2 · Fou blanc sur case blanche c2 · Pion blanc sur case blanche g2 · Tour blanche sur case blanche f1 · Roi blanc sur case noire g1 | Tour noire sur case noire f8 · Roi noir sur case blanche g8 · Fou noir sur case noire c7 · Pion noir sur case noire g7 · Pion noir sur case blanche a6 · Pion noir sur case noire h6 · Pion noir sur case blanche b5 · Pion noir sur case noire c5 · Pion blanc sur case noire c3 · Pion blanc sur case blanche h3 · Pion blanc sur case blanche a2 · Pion blanc sur case noire b2 · Fou blanc sur case blanche c2 · Pion blanc sur case blanche g2 · Tour blanche sur case blanche f1 · Roi blanc sur case noire g1 | Tour noire sur case noire f8 · Roi noir sur case blanche g8 · Fou noir sur case noire c7 · Pion noir sur case noire g7 · Pion noir sur case blanche a6 · Pion noir sur case noire h6 · Pion noir sur case blanche b5 · Pion noir sur case noire c5 · Pion blanc sur case noire c3 · Pion blanc sur case blanche h3 · Pion blanc sur case blanche a2 · Pion blanc sur case noire b2 · Fou blanc sur case blanche c2 · Pion blanc sur case blanche g2 · Tour blanche sur case blanche f1 · Roi blanc sur case noire g1 | Tour noire sur case noire f8 · Roi noir sur case blanche g8 · Fou noir sur case noire c7 · Pion noir sur case noire g7 · Pion noir sur case blanche a6 · Pion noir sur case noire h6 · Pion noir sur case blanche b5 · Pion noir sur case noire c5 · Pion blanc sur case noire c3 · Pion blanc sur case blanche h3 · Pion blanc sur case blanche a2 · Pion blanc sur case noire b2 · Fou blanc sur case blanche c2 · Pion blanc sur case blanche g2 · Tour blanche sur case blanche f1 · Roi blanc sur case noire g1 | Tour noire sur case noire f8 · Roi noir sur case blanche g8 · Fou noir sur case noire c7 · Pion noir sur case noire g7 · Pion noir sur case blanche a6 · Pion noir sur case noire h6 · Pion noir sur case blanche b5 · Pion noir sur case noire c5 · Pion blanc sur case noire c3 · Pion blanc sur case blanche h3 · Pion blanc sur case blanche a2 · Pion blanc sur case noire b2 · Fou blanc sur case blanche c2 · Pion blanc sur case blanche g2 · Tour blanche sur case blanche f1 · Roi blanc sur case noire g1 | Tour noire sur case noire f8 · Roi noir sur case blanche g8 · Fou noir sur case noire c7 · Pion noir sur case noire g7 · Pion noir sur case blanche a6 · Pion noir sur case noire h6 · Pion noir sur case blanche b5 · Pion noir sur case noire c5 · Pion blanc sur case noire c3 · Pion blanc sur case blanche h3 · Pion blanc sur case blanche a2 · Pion blanc sur case noire b2 · Fou blanc sur case blanche c2 · Pion blanc sur case blanche g2 · Tour blanche sur case blanche f1 · Roi blanc sur case noire g1 | Tour noire sur case noire f8 · Roi noir sur case blanche g8 · Fou noir sur case noire c7 · Pion noir sur case noire g7 · Pion noir sur case blanche a6 · Pion noir sur case noire h6 · Pion noir sur case blanche b5 · Pion noir sur case noire c5 · Pion blanc sur case noire c3 · Pion blanc sur case blanche h3 · Pion blanc sur case blanche a2 · Pion blanc sur case noire b2 · Fou blanc sur case blanche c2 · Pion blanc sur case blanche g2 · Tour blanche sur case blanche f1 · Roi blanc sur case noire g1 | Tour noire sur case noire f8 · Roi noir sur case blanche g8 · Fou noir sur case noire c7 · Pion noir sur case noire g7 · Pion noir sur case blanche a6 · Pion noir sur case noire h6 · Pion noir sur case blanche b5 · Pion noir sur case noire c5 · Pion blanc sur case noire c3 · Pion blanc sur case blanche h3 · Pion blanc sur case blanche a2 · Pion blanc sur case noire b2 · Fou blanc sur case blanche c2 · Pion blanc sur case blanche g2 · Tour blanche sur case blanche f1 · Roi blanc sur case noire g1 | 5 |
| 4 | Tour noire sur case noire f8 · Roi noir sur case blanche g8 · Fou noir sur case noire c7 · Pion noir sur case noire g7 · Pion noir sur case blanche a6 · Pion noir sur case noire h6 · Pion noir sur case blanche b5 · Pion noir sur case noire c5 · Pion blanc sur case noire c3 · Pion blanc sur case blanche h3 · Pion blanc sur case blanche a2 · Pion blanc sur case noire b2 · Fou blanc sur case blanche c2 · Pion blanc sur case blanche g2 · Tour blanche sur case blanche f1 · Roi blanc sur case noire g1 | Tour noire sur case noire f8 · Roi noir sur case blanche g8 · Fou noir sur case noire c7 · Pion noir sur case noire g7 · Pion noir sur case blanche a6 · Pion noir sur case noire h6 · Pion noir sur case blanche b5 · Pion noir sur case noire c5 · Pion blanc sur case noire c3 · Pion blanc sur case blanche h3 · Pion blanc sur case blanche a2 · Pion blanc sur case noire b2 · Fou blanc sur case blanche c2 · Pion blanc sur case blanche g2 · Tour blanche sur case blanche f1 · Roi blanc sur case noire g1 | Tour noire sur case noire f8 · Roi noir sur case blanche g8 · Fou noir sur case noire c7 · Pion noir sur case noire g7 · Pion noir sur case blanche a6 · Pion noir sur case noire h6 · Pion noir sur case blanche b5 · Pion noir sur case noire c5 · Pion blanc sur case noire c3 · Pion blanc sur case blanche h3 · Pion blanc sur case blanche a2 · Pion blanc sur case noire b2 · Fou blanc sur case blanche c2 · Pion blanc sur case blanche g2 · Tour blanche sur case blanche f1 · Roi blanc sur case noire g1 | Tour noire sur case noire f8 · Roi noir sur case blanche g8 · Fou noir sur case noire c7 · Pion noir sur case noire g7 · Pion noir sur case blanche a6 · Pion noir sur case noire h6 · Pion noir sur case blanche b5 · Pion noir sur case noire c5 · Pion blanc sur case noire c3 · Pion blanc sur case blanche h3 · Pion blanc sur case blanche a2 · Pion blanc sur case noire b2 · Fou blanc sur case blanche c2 · Pion blanc sur case blanche g2 · Tour blanche sur case blanche f1 · Roi blanc sur case noire g1 | Tour noire sur case noire f8 · Roi noir sur case blanche g8 · Fou noir sur case noire c7 · Pion noir sur case noire g7 · Pion noir sur case blanche a6 · Pion noir sur case noire h6 · Pion noir sur case blanche b5 · Pion noir sur case noire c5 · Pion blanc sur case noire c3 · Pion blanc sur case blanche h3 · Pion blanc sur case blanche a2 · Pion blanc sur case noire b2 · Fou blanc sur case blanche c2 · Pion blanc sur case blanche g2 · Tour blanche sur case blanche f1 · Roi blanc sur case noire g1 | Tour noire sur case noire f8 · Roi noir sur case blanche g8 · Fou noir sur case noire c7 · Pion noir sur case noire g7 · Pion noir sur case blanche a6 · Pion noir sur case noire h6 · Pion noir sur case blanche b5 · Pion noir sur case noire c5 · Pion blanc sur case noire c3 · Pion blanc sur case blanche h3 · Pion blanc sur case blanche a2 · Pion blanc sur case noire b2 · Fou blanc sur case blanche c2 · Pion blanc sur case blanche g2 · Tour blanche sur case blanche f1 · Roi blanc sur case noire g1 | Tour noire sur case noire f8 · Roi noir sur case blanche g8 · Fou noir sur case noire c7 · Pion noir sur case noire g7 · Pion noir sur case blanche a6 · Pion noir sur case noire h6 · Pion noir sur case blanche b5 · Pion noir sur case noire c5 · Pion blanc sur case noire c3 · Pion blanc sur case blanche h3 · Pion blanc sur case blanche a2 · Pion blanc sur case noire b2 · Fou blanc sur case blanche c2 · Pion blanc sur case blanche g2 · Tour blanche sur case blanche f1 · Roi blanc sur case noire g1 | Tour noire sur case noire f8 · Roi noir sur case blanche g8 · Fou noir sur case noire c7 · Pion noir sur case noire g7 · Pion noir sur case blanche a6 · Pion noir sur case noire h6 · Pion noir sur case blanche b5 · Pion noir sur case noire c5 · Pion blanc sur case noire c3 · Pion blanc sur case blanche h3 · Pion blanc sur case blanche a2 · Pion blanc sur case noire b2 · Fou blanc sur case blanche c2 · Pion blanc sur case blanche g2 · Tour blanche sur case blanche f1 · Roi blanc sur case noire g1 | 4 |
| 3 | Tour noire sur case noire f8 · Roi noir sur case blanche g8 · Fou noir sur case noire c7 · Pion noir sur case noire g7 · Pion noir sur case blanche a6 · Pion noir sur case noire h6 · Pion noir sur case blanche b5 · Pion noir sur case noire c5 · Pion blanc sur case noire c3 · Pion blanc sur case blanche h3 · Pion blanc sur case blanche a2 · Pion blanc sur case noire b2 · Fou blanc sur case blanche c2 · Pion blanc sur case blanche g2 · Tour blanche sur case blanche f1 · Roi blanc sur case noire g1 | Tour noire sur case noire f8 · Roi noir sur case blanche g8 · Fou noir sur case noire c7 · Pion noir sur case noire g7 · Pion noir sur case blanche a6 · Pion noir sur case noire h6 · Pion noir sur case blanche b5 · Pion noir sur case noire c5 · Pion blanc sur case noire c3 · Pion blanc sur case blanche h3 · Pion blanc sur case blanche a2 · Pion blanc sur case noire b2 · Fou blanc sur case blanche c2 · Pion blanc sur case blanche g2 · Tour blanche sur case blanche f1 · Roi blanc sur case noire g1 | Tour noire sur case noire f8 · Roi noir sur case blanche g8 · Fou noir sur case noire c7 · Pion noir sur case noire g7 · Pion noir sur case blanche a6 · Pion noir sur case noire h6 · Pion noir sur case blanche b5 · Pion noir sur case noire c5 · Pion blanc sur case noire c3 · Pion blanc sur case blanche h3 · Pion blanc sur case blanche a2 · Pion blanc sur case noire b2 · Fou blanc sur case blanche c2 · Pion blanc sur case blanche g2 · Tour blanche sur case blanche f1 · Roi blanc sur case noire g1 | Tour noire sur case noire f8 · Roi noir sur case blanche g8 · Fou noir sur case noire c7 · Pion noir sur case noire g7 · Pion noir sur case blanche a6 · Pion noir sur case noire h6 · Pion noir sur case blanche b5 · Pion noir sur case noire c5 · Pion blanc sur case noire c3 · Pion blanc sur case blanche h3 · Pion blanc sur case blanche a2 · Pion blanc sur case noire b2 · Fou blanc sur case blanche c2 · Pion blanc sur case blanche g2 · Tour blanche sur case blanche f1 · Roi blanc sur case noire g1 | Tour noire sur case noire f8 · Roi noir sur case blanche g8 · Fou noir sur case noire c7 · Pion noir sur case noire g7 · Pion noir sur case blanche a6 · Pion noir sur case noire h6 · Pion noir sur case blanche b5 · Pion noir sur case noire c5 · Pion blanc sur case noire c3 · Pion blanc sur case blanche h3 · Pion blanc sur case blanche a2 · Pion blanc sur case noire b2 · Fou blanc sur case blanche c2 · Pion blanc sur case blanche g2 · Tour blanche sur case blanche f1 · Roi blanc sur case noire g1 | Tour noire sur case noire f8 · Roi noir sur case blanche g8 · Fou noir sur case noire c7 · Pion noir sur case noire g7 · Pion noir sur case blanche a6 · Pion noir sur case noire h6 · Pion noir sur case blanche b5 · Pion noir sur case noire c5 · Pion blanc sur case noire c3 · Pion blanc sur case blanche h3 · Pion blanc sur case blanche a2 · Pion blanc sur case noire b2 · Fou blanc sur case blanche c2 · Pion blanc sur case blanche g2 · Tour blanche sur case blanche f1 · Roi blanc sur case noire g1 | Tour noire sur case noire f8 · Roi noir sur case blanche g8 · Fou noir sur case noire c7 · Pion noir sur case noire g7 · Pion noir sur case blanche a6 · Pion noir sur case noire h6 · Pion noir sur case blanche b5 · Pion noir sur case noire c5 · Pion blanc sur case noire c3 · Pion blanc sur case blanche h3 · Pion blanc sur case blanche a2 · Pion blanc sur case noire b2 · Fou blanc sur case blanche c2 · Pion blanc sur case blanche g2 · Tour blanche sur case blanche f1 · Roi blanc sur case noire g1 | Tour noire sur case noire f8 · Roi noir sur case blanche g8 · Fou noir sur case noire c7 · Pion noir sur case noire g7 · Pion noir sur case blanche a6 · Pion noir sur case noire h6 · Pion noir sur case blanche b5 · Pion noir sur case noire c5 · Pion blanc sur case noire c3 · Pion blanc sur case blanche h3 · Pion blanc sur case blanche a2 · Pion blanc sur case noire b2 · Fou blanc sur case blanche c2 · Pion blanc sur case blanche g2 · Tour blanche sur case blanche f1 · Roi blanc sur case noire g1 | 3 |
| 2 | Tour noire sur case noire f8 · Roi noir sur case blanche g8 · Fou noir sur case noire c7 · Pion noir sur case noire g7 · Pion noir sur case blanche a6 · Pion noir sur case noire h6 · Pion noir sur case blanche b5 · Pion noir sur case noire c5 · Pion blanc sur case noire c3 · Pion blanc sur case blanche h3 · Pion blanc sur case blanche a2 · Pion blanc sur case noire b2 · Fou blanc sur case blanche c2 · Pion blanc sur case blanche g2 · Tour blanche sur case blanche f1 · Roi blanc sur case noire g1 | Tour noire sur case noire f8 · Roi noir sur case blanche g8 · Fou noir sur case noire c7 · Pion noir sur case noire g7 · Pion noir sur case blanche a6 · Pion noir sur case noire h6 · Pion noir sur case blanche b5 · Pion noir sur case noire c5 · Pion blanc sur case noire c3 · Pion blanc sur case blanche h3 · Pion blanc sur case blanche a2 · Pion blanc sur case noire b2 · Fou blanc sur case blanche c2 · Pion blanc sur case blanche g2 · Tour blanche sur case blanche f1 · Roi blanc sur case noire g1 | Tour noire sur case noire f8 · Roi noir sur case blanche g8 · Fou noir sur case noire c7 · Pion noir sur case noire g7 · Pion noir sur case blanche a6 · Pion noir sur case noire h6 · Pion noir sur case blanche b5 · Pion noir sur case noire c5 · Pion blanc sur case noire c3 · Pion blanc sur case blanche h3 · Pion blanc sur case blanche a2 · Pion blanc sur case noire b2 · Fou blanc sur case blanche c2 · Pion blanc sur case blanche g2 · Tour blanche sur case blanche f1 · Roi blanc sur case noire g1 | Tour noire sur case noire f8 · Roi noir sur case blanche g8 · Fou noir sur case noire c7 · Pion noir sur case noire g7 · Pion noir sur case blanche a6 · Pion noir sur case noire h6 · Pion noir sur case blanche b5 · Pion noir sur case noire c5 · Pion blanc sur case noire c3 · Pion blanc sur case blanche h3 · Pion blanc sur case blanche a2 · Pion blanc sur case noire b2 · Fou blanc sur case blanche c2 · Pion blanc sur case blanche g2 · Tour blanche sur case blanche f1 · Roi blanc sur case noire g1 | Tour noire sur case noire f8 · Roi noir sur case blanche g8 · Fou noir sur case noire c7 · Pion noir sur case noire g7 · Pion noir sur case blanche a6 · Pion noir sur case noire h6 · Pion noir sur case blanche b5 · Pion noir sur case noire c5 · Pion blanc sur case noire c3 · Pion blanc sur case blanche h3 · Pion blanc sur case blanche a2 · Pion blanc sur case noire b2 · Fou blanc sur case blanche c2 · Pion blanc sur case blanche g2 · Tour blanche sur case blanche f1 · Roi blanc sur case noire g1 | Tour noire sur case noire f8 · Roi noir sur case blanche g8 · Fou noir sur case noire c7 · Pion noir sur case noire g7 · Pion noir sur case blanche a6 · Pion noir sur case noire h6 · Pion noir sur case blanche b5 · Pion noir sur case noire c5 · Pion blanc sur case noire c3 · Pion blanc sur case blanche h3 · Pion blanc sur case blanche a2 · Pion blanc sur case noire b2 · Fou blanc sur case blanche c2 · Pion blanc sur case blanche g2 · Tour blanche sur case blanche f1 · Roi blanc sur case noire g1 | Tour noire sur case noire f8 · Roi noir sur case blanche g8 · Fou noir sur case noire c7 · Pion noir sur case noire g7 · Pion noir sur case blanche a6 · Pion noir sur case noire h6 · Pion noir sur case blanche b5 · Pion noir sur case noire c5 · Pion blanc sur case noire c3 · Pion blanc sur case blanche h3 · Pion blanc sur case blanche a2 · Pion blanc sur case noire b2 · Fou blanc sur case blanche c2 · Pion blanc sur case blanche g2 · Tour blanche sur case blanche f1 · Roi blanc sur case noire g1 | Tour noire sur case noire f8 · Roi noir sur case blanche g8 · Fou noir sur case noire c7 · Pion noir sur case noire g7 · Pion noir sur case blanche a6 · Pion noir sur case noire h6 · Pion noir sur case blanche b5 · Pion noir sur case noire c5 · Pion blanc sur case noire c3 · Pion blanc sur case blanche h3 · Pion blanc sur case blanche a2 · Pion blanc sur case noire b2 · Fou blanc sur case blanche c2 · Pion blanc sur case blanche g2 · Tour blanche sur case blanche f1 · Roi blanc sur case noire g1 | 2 |
| 1 | Tour noire sur case noire f8 · Roi noir sur case blanche g8 · Fou noir sur case noire c7 · Pion noir sur case noire g7 · Pion noir sur case blanche a6 · Pion noir sur case noire h6 · Pion noir sur case blanche b5 · Pion noir sur case noire c5 · Pion blanc sur case noire c3 · Pion blanc sur case blanche h3 · Pion blanc sur case blanche a2 · Pion blanc sur case noire b2 · Fou blanc sur case blanche c2 · Pion blanc sur case blanche g2 · Tour blanche sur case blanche f1 · Roi blanc sur case noire g1 | Tour noire sur case noire f8 · Roi noir sur case blanche g8 · Fou noir sur case noire c7 · Pion noir sur case noire g7 · Pion noir sur case blanche a6 · Pion noir sur case noire h6 · Pion noir sur case blanche b5 · Pion noir sur case noire c5 · Pion blanc sur case noire c3 · Pion blanc sur case blanche h3 · Pion blanc sur case blanche a2 · Pion blanc sur case noire b2 · Fou blanc sur case blanche c2 · Pion blanc sur case blanche g2 · Tour blanche sur case blanche f1 · Roi blanc sur case noire g1 | Tour noire sur case noire f8 · Roi noir sur case blanche g8 · Fou noir sur case noire c7 · Pion noir sur case noire g7 · Pion noir sur case blanche a6 · Pion noir sur case noire h6 · Pion noir sur case blanche b5 · Pion noir sur case noire c5 · Pion blanc sur case noire c3 · Pion blanc sur case blanche h3 · Pion blanc sur case blanche a2 · Pion blanc sur case noire b2 · Fou blanc sur case blanche c2 · Pion blanc sur case blanche g2 · Tour blanche sur case blanche f1 · Roi blanc sur case noire g1 | Tour noire sur case noire f8 · Roi noir sur case blanche g8 · Fou noir sur case noire c7 · Pion noir sur case noire g7 · Pion noir sur case blanche a6 · Pion noir sur case noire h6 · Pion noir sur case blanche b5 · Pion noir sur case noire c5 · Pion blanc sur case noire c3 · Pion blanc sur case blanche h3 · Pion blanc sur case blanche a2 · Pion blanc sur case noire b2 · Fou blanc sur case blanche c2 · Pion blanc sur case blanche g2 · Tour blanche sur case blanche f1 · Roi blanc sur case noire g1 | Tour noire sur case noire f8 · Roi noir sur case blanche g8 · Fou noir sur case noire c7 · Pion noir sur case noire g7 · Pion noir sur case blanche a6 · Pion noir sur case noire h6 · Pion noir sur case blanche b5 · Pion noir sur case noire c5 · Pion blanc sur case noire c3 · Pion blanc sur case blanche h3 · Pion blanc sur case blanche a2 · Pion blanc sur case noire b2 · Fou blanc sur case blanche c2 · Pion blanc sur case blanche g2 · Tour blanche sur case blanche f1 · Roi blanc sur case noire g1 | Tour noire sur case noire f8 · Roi noir sur case blanche g8 · Fou noir sur case noire c7 · Pion noir sur case noire g7 · Pion noir sur case blanche a6 · Pion noir sur case noire h6 · Pion noir sur case blanche b5 · Pion noir sur case noire c5 · Pion blanc sur case noire c3 · Pion blanc sur case blanche h3 · Pion blanc sur case blanche a2 · Pion blanc sur case noire b2 · Fou blanc sur case blanche c2 · Pion blanc sur case blanche g2 · Tour blanche sur case blanche f1 · Roi blanc sur case noire g1 | Tour noire sur case noire f8 · Roi noir sur case blanche g8 · Fou noir sur case noire c7 · Pion noir sur case noire g7 · Pion noir sur case blanche a6 · Pion noir sur case noire h6 · Pion noir sur case blanche b5 · Pion noir sur case noire c5 · Pion blanc sur case noire c3 · Pion blanc sur case blanche h3 · Pion blanc sur case blanche a2 · Pion blanc sur case noire b2 · Fou blanc sur case blanche c2 · Pion blanc sur case blanche g2 · Tour blanche sur case blanche f1 · Roi blanc sur case noire g1 | Tour noire sur case noire f8 · Roi noir sur case blanche g8 · Fou noir sur case noire c7 · Pion noir sur case noire g7 · Pion noir sur case blanche a6 · Pion noir sur case noire h6 · Pion noir sur case blanche b5 · Pion noir sur case noire c5 · Pion blanc sur case noire c3 · Pion blanc sur case blanche h3 · Pion blanc sur case blanche a2 · Pion blanc sur case noire b2 · Fou blanc sur case blanche c2 · Pion blanc sur case blanche g2 · Tour blanche sur case blanche f1 · Roi blanc sur case noire g1 | 1 |
|   | a | b | c | d | e | f | g | h |   |

|   | a | b | c | d | e | f | g | h |   |
| 8 | Tour noire sur case blanche a8 · Tour noire sur case blanche e8 · Roi noir sur case blanche g8 · Pion noir sur case blanche f7 · Pion noir sur case noire g7 · Pion noir sur case blanche h7 · Pion noir sur case blanche c6 · Tour blanche sur case noire d6 · Dame noire sur case noire f6 · Pion blanc sur case noire c5 · Pion noir sur case noire b4 · Fou blanc sur case blanche e4 · Dame blanche sur case blanche b3 · Pion blanc sur case noire g3 · Fou noir sur case blanche h3 · Pion blanc sur case noire b2 · Pion blanc sur case noire f2 · Pion blanc sur case noire h2 · Tour blanche sur case noire e1 · Roi blanc sur case noire g1 | Tour noire sur case blanche a8 · Tour noire sur case blanche e8 · Roi noir sur case blanche g8 · Pion noir sur case blanche f7 · Pion noir sur case noire g7 · Pion noir sur case blanche h7 · Pion noir sur case blanche c6 · Tour blanche sur case noire d6 · Dame noire sur case noire f6 · Pion blanc sur case noire c5 · Pion noir sur case noire b4 · Fou blanc sur case blanche e4 · Dame blanche sur case blanche b3 · Pion blanc sur case noire g3 · Fou noir sur case blanche h3 · Pion blanc sur case noire b2 · Pion blanc sur case noire f2 · Pion blanc sur case noire h2 · Tour blanche sur case noire e1 · Roi blanc sur case noire g1 | Tour noire sur case blanche a8 · Tour noire sur case blanche e8 · Roi noir sur case blanche g8 · Pion noir sur case blanche f7 · Pion noir sur case noire g7 · Pion noir sur case blanche h7 · Pion noir sur case blanche c6 · Tour blanche sur case noire d6 · Dame noire sur case noire f6 · Pion blanc sur case noire c5 · Pion noir sur case noire b4 · Fou blanc sur case blanche e4 · Dame blanche sur case blanche b3 · Pion blanc sur case noire g3 · Fou noir sur case blanche h3 · Pion blanc sur case noire b2 · Pion blanc sur case noire f2 · Pion blanc sur case noire h2 · Tour blanche sur case noire e1 · Roi blanc sur case noire g1 | Tour noire sur case blanche a8 · Tour noire sur case blanche e8 · Roi noir sur case blanche g8 · Pion noir sur case blanche f7 · Pion noir sur case noire g7 · Pion noir sur case blanche h7 · Pion noir sur case blanche c6 · Tour blanche sur case noire d6 · Dame noire sur case noire f6 · Pion blanc sur case noire c5 · Pion noir sur case noire b4 · Fou blanc sur case blanche e4 · Dame blanche sur case blanche b3 · Pion blanc sur case noire g3 · Fou noir sur case blanche h3 · Pion blanc sur case noire b2 · Pion blanc sur case noire f2 · Pion blanc sur case noire h2 · Tour blanche sur case noire e1 · Roi blanc sur case noire g1 | Tour noire sur case blanche a8 · Tour noire sur case blanche e8 · Roi noir sur case blanche g8 · Pion noir sur case blanche f7 · Pion noir sur case noire g7 · Pion noir sur case blanche h7 · Pion noir sur case blanche c6 · Tour blanche sur case noire d6 · Dame noire sur case noire f6 · Pion blanc sur case noire c5 · Pion noir sur case noire b4 · Fou blanc sur case blanche e4 · Dame blanche sur case blanche b3 · Pion blanc sur case noire g3 · Fou noir sur case blanche h3 · Pion blanc sur case noire b2 · Pion blanc sur case noire f2 · Pion blanc sur case noire h2 · Tour blanche sur case noire e1 · Roi blanc sur case noire g1 | Tour noire sur case blanche a8 · Tour noire sur case blanche e8 · Roi noir sur case blanche g8 · Pion noir sur case blanche f7 · Pion noir sur case noire g7 · Pion noir sur case blanche h7 · Pion noir sur case blanche c6 · Tour blanche sur case noire d6 · Dame noire sur case noire f6 · Pion blanc sur case noire c5 · Pion noir sur case noire b4 · Fou blanc sur case blanche e4 · Dame blanche sur case blanche b3 · Pion blanc sur case noire g3 · Fou noir sur case blanche h3 · Pion blanc sur case noire b2 · Pion blanc sur case noire f2 · Pion blanc sur case noire h2 · Tour blanche sur case noire e1 · Roi blanc sur case noire g1 | Tour noire sur case blanche a8 · Tour noire sur case blanche e8 · Roi noir sur case blanche g8 · Pion noir sur case blanche f7 · Pion noir sur case noire g7 · Pion noir sur case blanche h7 · Pion noir sur case blanche c6 · Tour blanche sur case noire d6 · Dame noire sur case noire f6 · Pion blanc sur case noire c5 · Pion noir sur case noire b4 · Fou blanc sur case blanche e4 · Dame blanche sur case blanche b3 · Pion blanc sur case noire g3 · Fou noir sur case blanche h3 · Pion blanc sur case noire b2 · Pion blanc sur case noire f2 · Pion blanc sur case noire h2 · Tour blanche sur case noire e1 · Roi blanc sur case noire g1 | Tour noire sur case blanche a8 · Tour noire sur case blanche e8 · Roi noir sur case blanche g8 · Pion noir sur case blanche f7 · Pion noir sur case noire g7 · Pion noir sur case blanche h7 · Pion noir sur case blanche c6 · Tour blanche sur case noire d6 · Dame noire sur case noire f6 · Pion blanc sur case noire c5 · Pion noir sur case noire b4 · Fou blanc sur case blanche e4 · Dame blanche sur case blanche b3 · Pion blanc sur case noire g3 · Fou noir sur case blanche h3 · Pion blanc sur case noire b2 · Pion blanc sur case noire f2 · Pion blanc sur case noire h2 · Tour blanche sur case noire e1 · Roi blanc sur case noire g1 | 8 |
| 7 | Tour noire sur case blanche a8 · Tour noire sur case blanche e8 · Roi noir sur case blanche g8 · Pion noir sur case blanche f7 · Pion noir sur case noire g7 · Pion noir sur case blanche h7 · Pion noir sur case blanche c6 · Tour blanche sur case noire d6 · Dame noire sur case noire f6 · Pion blanc sur case noire c5 · Pion noir sur case noire b4 · Fou blanc sur case blanche e4 · Dame blanche sur case blanche b3 · Pion blanc sur case noire g3 · Fou noir sur case blanche h3 · Pion blanc sur case noire b2 · Pion blanc sur case noire f2 · Pion blanc sur case noire h2 · Tour blanche sur case noire e1 · Roi blanc sur case noire g1 | Tour noire sur case blanche a8 · Tour noire sur case blanche e8 · Roi noir sur case blanche g8 · Pion noir sur case blanche f7 · Pion noir sur case noire g7 · Pion noir sur case blanche h7 · Pion noir sur case blanche c6 · Tour blanche sur case noire d6 · Dame noire sur case noire f6 · Pion blanc sur case noire c5 · Pion noir sur case noire b4 · Fou blanc sur case blanche e4 · Dame blanche sur case blanche b3 · Pion blanc sur case noire g3 · Fou noir sur case blanche h3 · Pion blanc sur case noire b2 · Pion blanc sur case noire f2 · Pion blanc sur case noire h2 · Tour blanche sur case noire e1 · Roi blanc sur case noire g1 | Tour noire sur case blanche a8 · Tour noire sur case blanche e8 · Roi noir sur case blanche g8 · Pion noir sur case blanche f7 · Pion noir sur case noire g7 · Pion noir sur case blanche h7 · Pion noir sur case blanche c6 · Tour blanche sur case noire d6 · Dame noire sur case noire f6 · Pion blanc sur case noire c5 · Pion noir sur case noire b4 · Fou blanc sur case blanche e4 · Dame blanche sur case blanche b3 · Pion blanc sur case noire g3 · Fou noir sur case blanche h3 · Pion blanc sur case noire b2 · Pion blanc sur case noire f2 · Pion blanc sur case noire h2 · Tour blanche sur case noire e1 · Roi blanc sur case noire g1 | Tour noire sur case blanche a8 · Tour noire sur case blanche e8 · Roi noir sur case blanche g8 · Pion noir sur case blanche f7 · Pion noir sur case noire g7 · Pion noir sur case blanche h7 · Pion noir sur case blanche c6 · Tour blanche sur case noire d6 · Dame noire sur case noire f6 · Pion blanc sur case noire c5 · Pion noir sur case noire b4 · Fou blanc sur case blanche e4 · Dame blanche sur case blanche b3 · Pion blanc sur case noire g3 · Fou noir sur case blanche h3 · Pion blanc sur case noire b2 · Pion blanc sur case noire f2 · Pion blanc sur case noire h2 · Tour blanche sur case noire e1 · Roi blanc sur case noire g1 | Tour noire sur case blanche a8 · Tour noire sur case blanche e8 · Roi noir sur case blanche g8 · Pion noir sur case blanche f7 · Pion noir sur case noire g7 · Pion noir sur case blanche h7 · Pion noir sur case blanche c6 · Tour blanche sur case noire d6 · Dame noire sur case noire f6 · Pion blanc sur case noire c5 · Pion noir sur case noire b4 · Fou blanc sur case blanche e4 · Dame blanche sur case blanche b3 · Pion blanc sur case noire g3 · Fou noir sur case blanche h3 · Pion blanc sur case noire b2 · Pion blanc sur case noire f2 · Pion blanc sur case noire h2 · Tour blanche sur case noire e1 · Roi blanc sur case noire g1 | Tour noire sur case blanche a8 · Tour noire sur case blanche e8 · Roi noir sur case blanche g8 · Pion noir sur case blanche f7 · Pion noir sur case noire g7 · Pion noir sur case blanche h7 · Pion noir sur case blanche c6 · Tour blanche sur case noire d6 · Dame noire sur case noire f6 · Pion blanc sur case noire c5 · Pion noir sur case noire b4 · Fou blanc sur case blanche e4 · Dame blanche sur case blanche b3 · Pion blanc sur case noire g3 · Fou noir sur case blanche h3 · Pion blanc sur case noire b2 · Pion blanc sur case noire f2 · Pion blanc sur case noire h2 · Tour blanche sur case noire e1 · Roi blanc sur case noire g1 | Tour noire sur case blanche a8 · Tour noire sur case blanche e8 · Roi noir sur case blanche g8 · Pion noir sur case blanche f7 · Pion noir sur case noire g7 · Pion noir sur case blanche h7 · Pion noir sur case blanche c6 · Tour blanche sur case noire d6 · Dame noire sur case noire f6 · Pion blanc sur case noire c5 · Pion noir sur case noire b4 · Fou blanc sur case blanche e4 · Dame blanche sur case blanche b3 · Pion blanc sur case noire g3 · Fou noir sur case blanche h3 · Pion blanc sur case noire b2 · Pion blanc sur case noire f2 · Pion blanc sur case noire h2 · Tour blanche sur case noire e1 · Roi blanc sur case noire g1 | Tour noire sur case blanche a8 · Tour noire sur case blanche e8 · Roi noir sur case blanche g8 · Pion noir sur case blanche f7 · Pion noir sur case noire g7 · Pion noir sur case blanche h7 · Pion noir sur case blanche c6 · Tour blanche sur case noire d6 · Dame noire sur case noire f6 · Pion blanc sur case noire c5 · Pion noir sur case noire b4 · Fou blanc sur case blanche e4 · Dame blanche sur case blanche b3 · Pion blanc sur case noire g3 · Fou noir sur case blanche h3 · Pion blanc sur case noire b2 · Pion blanc sur case noire f2 · Pion blanc sur case noire h2 · Tour blanche sur case noire e1 · Roi blanc sur case noire g1 | 7 |
| 6 | Tour noire sur case blanche a8 · Tour noire sur case blanche e8 · Roi noir sur case blanche g8 · Pion noir sur case blanche f7 · Pion noir sur case noire g7 · Pion noir sur case blanche h7 · Pion noir sur case blanche c6 · Tour blanche sur case noire d6 · Dame noire sur case noire f6 · Pion blanc sur case noire c5 · Pion noir sur case noire b4 · Fou blanc sur case blanche e4 · Dame blanche sur case blanche b3 · Pion blanc sur case noire g3 · Fou noir sur case blanche h3 · Pion blanc sur case noire b2 · Pion blanc sur case noire f2 · Pion blanc sur case noire h2 · Tour blanche sur case noire e1 · Roi blanc sur case noire g1 | Tour noire sur case blanche a8 · Tour noire sur case blanche e8 · Roi noir sur case blanche g8 · Pion noir sur case blanche f7 · Pion noir sur case noire g7 · Pion noir sur case blanche h7 · Pion noir sur case blanche c6 · Tour blanche sur case noire d6 · Dame noire sur case noire f6 · Pion blanc sur case noire c5 · Pion noir sur case noire b4 · Fou blanc sur case blanche e4 · Dame blanche sur case blanche b3 · Pion blanc sur case noire g3 · Fou noir sur case blanche h3 · Pion blanc sur case noire b2 · Pion blanc sur case noire f2 · Pion blanc sur case noire h2 · Tour blanche sur case noire e1 · Roi blanc sur case noire g1 | Tour noire sur case blanche a8 · Tour noire sur case blanche e8 · Roi noir sur case blanche g8 · Pion noir sur case blanche f7 · Pion noir sur case noire g7 · Pion noir sur case blanche h7 · Pion noir sur case blanche c6 · Tour blanche sur case noire d6 · Dame noire sur case noire f6 · Pion blanc sur case noire c5 · Pion noir sur case noire b4 · Fou blanc sur case blanche e4 · Dame blanche sur case blanche b3 · Pion blanc sur case noire g3 · Fou noir sur case blanche h3 · Pion blanc sur case noire b2 · Pion blanc sur case noire f2 · Pion blanc sur case noire h2 · Tour blanche sur case noire e1 · Roi blanc sur case noire g1 | Tour noire sur case blanche a8 · Tour noire sur case blanche e8 · Roi noir sur case blanche g8 · Pion noir sur case blanche f7 · Pion noir sur case noire g7 · Pion noir sur case blanche h7 · Pion noir sur case blanche c6 · Tour blanche sur case noire d6 · Dame noire sur case noire f6 · Pion blanc sur case noire c5 · Pion noir sur case noire b4 · Fou blanc sur case blanche e4 · Dame blanche sur case blanche b3 · Pion blanc sur case noire g3 · Fou noir sur case blanche h3 · Pion blanc sur case noire b2 · Pion blanc sur case noire f2 · Pion blanc sur case noire h2 · Tour blanche sur case noire e1 · Roi blanc sur case noire g1 | Tour noire sur case blanche a8 · Tour noire sur case blanche e8 · Roi noir sur case blanche g8 · Pion noir sur case blanche f7 · Pion noir sur case noire g7 · Pion noir sur case blanche h7 · Pion noir sur case blanche c6 · Tour blanche sur case noire d6 · Dame noire sur case noire f6 · Pion blanc sur case noire c5 · Pion noir sur case noire b4 · Fou blanc sur case blanche e4 · Dame blanche sur case blanche b3 · Pion blanc sur case noire g3 · Fou noir sur case blanche h3 · Pion blanc sur case noire b2 · Pion blanc sur case noire f2 · Pion blanc sur case noire h2 · Tour blanche sur case noire e1 · Roi blanc sur case noire g1 | Tour noire sur case blanche a8 · Tour noire sur case blanche e8 · Roi noir sur case blanche g8 · Pion noir sur case blanche f7 · Pion noir sur case noire g7 · Pion noir sur case blanche h7 · Pion noir sur case blanche c6 · Tour blanche sur case noire d6 · Dame noire sur case noire f6 · Pion blanc sur case noire c5 · Pion noir sur case noire b4 · Fou blanc sur case blanche e4 · Dame blanche sur case blanche b3 · Pion blanc sur case noire g3 · Fou noir sur case blanche h3 · Pion blanc sur case noire b2 · Pion blanc sur case noire f2 · Pion blanc sur case noire h2 · Tour blanche sur case noire e1 · Roi blanc sur case noire g1 | Tour noire sur case blanche a8 · Tour noire sur case blanche e8 · Roi noir sur case blanche g8 · Pion noir sur case blanche f7 · Pion noir sur case noire g7 · Pion noir sur case blanche h7 · Pion noir sur case blanche c6 · Tour blanche sur case noire d6 · Dame noire sur case noire f6 · Pion blanc sur case noire c5 · Pion noir sur case noire b4 · Fou blanc sur case blanche e4 · Dame blanche sur case blanche b3 · Pion blanc sur case noire g3 · Fou noir sur case blanche h3 · Pion blanc sur case noire b2 · Pion blanc sur case noire f2 · Pion blanc sur case noire h2 · Tour blanche sur case noire e1 · Roi blanc sur case noire g1 | Tour noire sur case blanche a8 · Tour noire sur case blanche e8 · Roi noir sur case blanche g8 · Pion noir sur case blanche f7 · Pion noir sur case noire g7 · Pion noir sur case blanche h7 · Pion noir sur case blanche c6 · Tour blanche sur case noire d6 · Dame noire sur case noire f6 · Pion blanc sur case noire c5 · Pion noir sur case noire b4 · Fou blanc sur case blanche e4 · Dame blanche sur case blanche b3 · Pion blanc sur case noire g3 · Fou noir sur case blanche h3 · Pion blanc sur case noire b2 · Pion blanc sur case noire f2 · Pion blanc sur case noire h2 · Tour blanche sur case noire e1 · Roi blanc sur case noire g1 | 6 |
| 5 | Tour noire sur case blanche a8 · Tour noire sur case blanche e8 · Roi noir sur case blanche g8 · Pion noir sur case blanche f7 · Pion noir sur case noire g7 · Pion noir sur case blanche h7 · Pion noir sur case blanche c6 · Tour blanche sur case noire d6 · Dame noire sur case noire f6 · Pion blanc sur case noire c5 · Pion noir sur case noire b4 · Fou blanc sur case blanche e4 · Dame blanche sur case blanche b3 · Pion blanc sur case noire g3 · Fou noir sur case blanche h3 · Pion blanc sur case noire b2 · Pion blanc sur case noire f2 · Pion blanc sur case noire h2 · Tour blanche sur case noire e1 · Roi blanc sur case noire g1 | Tour noire sur case blanche a8 · Tour noire sur case blanche e8 · Roi noir sur case blanche g8 · Pion noir sur case blanche f7 · Pion noir sur case noire g7 · Pion noir sur case blanche h7 · Pion noir sur case blanche c6 · Tour blanche sur case noire d6 · Dame noire sur case noire f6 · Pion blanc sur case noire c5 · Pion noir sur case noire b4 · Fou blanc sur case blanche e4 · Dame blanche sur case blanche b3 · Pion blanc sur case noire g3 · Fou noir sur case blanche h3 · Pion blanc sur case noire b2 · Pion blanc sur case noire f2 · Pion blanc sur case noire h2 · Tour blanche sur case noire e1 · Roi blanc sur case noire g1 | Tour noire sur case blanche a8 · Tour noire sur case blanche e8 · Roi noir sur case blanche g8 · Pion noir sur case blanche f7 · Pion noir sur case noire g7 · Pion noir sur case blanche h7 · Pion noir sur case blanche c6 · Tour blanche sur case noire d6 · Dame noire sur case noire f6 · Pion blanc sur case noire c5 · Pion noir sur case noire b4 · Fou blanc sur case blanche e4 · Dame blanche sur case blanche b3 · Pion blanc sur case noire g3 · Fou noir sur case blanche h3 · Pion blanc sur case noire b2 · Pion blanc sur case noire f2 · Pion blanc sur case noire h2 · Tour blanche sur case noire e1 · Roi blanc sur case noire g1 | Tour noire sur case blanche a8 · Tour noire sur case blanche e8 · Roi noir sur case blanche g8 · Pion noir sur case blanche f7 · Pion noir sur case noire g7 · Pion noir sur case blanche h7 · Pion noir sur case blanche c6 · Tour blanche sur case noire d6 · Dame noire sur case noire f6 · Pion blanc sur case noire c5 · Pion noir sur case noire b4 · Fou blanc sur case blanche e4 · Dame blanche sur case blanche b3 · Pion blanc sur case noire g3 · Fou noir sur case blanche h3 · Pion blanc sur case noire b2 · Pion blanc sur case noire f2 · Pion blanc sur case noire h2 · Tour blanche sur case noire e1 · Roi blanc sur case noire g1 | Tour noire sur case blanche a8 · Tour noire sur case blanche e8 · Roi noir sur case blanche g8 · Pion noir sur case blanche f7 · Pion noir sur case noire g7 · Pion noir sur case blanche h7 · Pion noir sur case blanche c6 · Tour blanche sur case noire d6 · Dame noire sur case noire f6 · Pion blanc sur case noire c5 · Pion noir sur case noire b4 · Fou blanc sur case blanche e4 · Dame blanche sur case blanche b3 · Pion blanc sur case noire g3 · Fou noir sur case blanche h3 · Pion blanc sur case noire b2 · Pion blanc sur case noire f2 · Pion blanc sur case noire h2 · Tour blanche sur case noire e1 · Roi blanc sur case noire g1 | Tour noire sur case blanche a8 · Tour noire sur case blanche e8 · Roi noir sur case blanche g8 · Pion noir sur case blanche f7 · Pion noir sur case noire g7 · Pion noir sur case blanche h7 · Pion noir sur case blanche c6 · Tour blanche sur case noire d6 · Dame noire sur case noire f6 · Pion blanc sur case noire c5 · Pion noir sur case noire b4 · Fou blanc sur case blanche e4 · Dame blanche sur case blanche b3 · Pion blanc sur case noire g3 · Fou noir sur case blanche h3 · Pion blanc sur case noire b2 · Pion blanc sur case noire f2 · Pion blanc sur case noire h2 · Tour blanche sur case noire e1 · Roi blanc sur case noire g1 | Tour noire sur case blanche a8 · Tour noire sur case blanche e8 · Roi noir sur case blanche g8 · Pion noir sur case blanche f7 · Pion noir sur case noire g7 · Pion noir sur case blanche h7 · Pion noir sur case blanche c6 · Tour blanche sur case noire d6 · Dame noire sur case noire f6 · Pion blanc sur case noire c5 · Pion noir sur case noire b4 · Fou blanc sur case blanche e4 · Dame blanche sur case blanche b3 · Pion blanc sur case noire g3 · Fou noir sur case blanche h3 · Pion blanc sur case noire b2 · Pion blanc sur case noire f2 · Pion blanc sur case noire h2 · Tour blanche sur case noire e1 · Roi blanc sur case noire g1 | Tour noire sur case blanche a8 · Tour noire sur case blanche e8 · Roi noir sur case blanche g8 · Pion noir sur case blanche f7 · Pion noir sur case noire g7 · Pion noir sur case blanche h7 · Pion noir sur case blanche c6 · Tour blanche sur case noire d6 · Dame noire sur case noire f6 · Pion blanc sur case noire c5 · Pion noir sur case noire b4 · Fou blanc sur case blanche e4 · Dame blanche sur case blanche b3 · Pion blanc sur case noire g3 · Fou noir sur case blanche h3 · Pion blanc sur case noire b2 · Pion blanc sur case noire f2 · Pion blanc sur case noire h2 · Tour blanche sur case noire e1 · Roi blanc sur case noire g1 | 5 |
| 4 | Tour noire sur case blanche a8 · Tour noire sur case blanche e8 · Roi noir sur case blanche g8 · Pion noir sur case blanche f7 · Pion noir sur case noire g7 · Pion noir sur case blanche h7 · Pion noir sur case blanche c6 · Tour blanche sur case noire d6 · Dame noire sur case noire f6 · Pion blanc sur case noire c5 · Pion noir sur case noire b4 · Fou blanc sur case blanche e4 · Dame blanche sur case blanche b3 · Pion blanc sur case noire g3 · Fou noir sur case blanche h3 · Pion blanc sur case noire b2 · Pion blanc sur case noire f2 · Pion blanc sur case noire h2 · Tour blanche sur case noire e1 · Roi blanc sur case noire g1 | Tour noire sur case blanche a8 · Tour noire sur case blanche e8 · Roi noir sur case blanche g8 · Pion noir sur case blanche f7 · Pion noir sur case noire g7 · Pion noir sur case blanche h7 · Pion noir sur case blanche c6 · Tour blanche sur case noire d6 · Dame noire sur case noire f6 · Pion blanc sur case noire c5 · Pion noir sur case noire b4 · Fou blanc sur case blanche e4 · Dame blanche sur case blanche b3 · Pion blanc sur case noire g3 · Fou noir sur case blanche h3 · Pion blanc sur case noire b2 · Pion blanc sur case noire f2 · Pion blanc sur case noire h2 · Tour blanche sur case noire e1 · Roi blanc sur case noire g1 | Tour noire sur case blanche a8 · Tour noire sur case blanche e8 · Roi noir sur case blanche g8 · Pion noir sur case blanche f7 · Pion noir sur case noire g7 · Pion noir sur case blanche h7 · Pion noir sur case blanche c6 · Tour blanche sur case noire d6 · Dame noire sur case noire f6 · Pion blanc sur case noire c5 · Pion noir sur case noire b4 · Fou blanc sur case blanche e4 · Dame blanche sur case blanche b3 · Pion blanc sur case noire g3 · Fou noir sur case blanche h3 · Pion blanc sur case noire b2 · Pion blanc sur case noire f2 · Pion blanc sur case noire h2 · Tour blanche sur case noire e1 · Roi blanc sur case noire g1 | Tour noire sur case blanche a8 · Tour noire sur case blanche e8 · Roi noir sur case blanche g8 · Pion noir sur case blanche f7 · Pion noir sur case noire g7 · Pion noir sur case blanche h7 · Pion noir sur case blanche c6 · Tour blanche sur case noire d6 · Dame noire sur case noire f6 · Pion blanc sur case noire c5 · Pion noir sur case noire b4 · Fou blanc sur case blanche e4 · Dame blanche sur case blanche b3 · Pion blanc sur case noire g3 · Fou noir sur case blanche h3 · Pion blanc sur case noire b2 · Pion blanc sur case noire f2 · Pion blanc sur case noire h2 · Tour blanche sur case noire e1 · Roi blanc sur case noire g1 | Tour noire sur case blanche a8 · Tour noire sur case blanche e8 · Roi noir sur case blanche g8 · Pion noir sur case blanche f7 · Pion noir sur case noire g7 · Pion noir sur case blanche h7 · Pion noir sur case blanche c6 · Tour blanche sur case noire d6 · Dame noire sur case noire f6 · Pion blanc sur case noire c5 · Pion noir sur case noire b4 · Fou blanc sur case blanche e4 · Dame blanche sur case blanche b3 · Pion blanc sur case noire g3 · Fou noir sur case blanche h3 · Pion blanc sur case noire b2 · Pion blanc sur case noire f2 · Pion blanc sur case noire h2 · Tour blanche sur case noire e1 · Roi blanc sur case noire g1 | Tour noire sur case blanche a8 · Tour noire sur case blanche e8 · Roi noir sur case blanche g8 · Pion noir sur case blanche f7 · Pion noir sur case noire g7 · Pion noir sur case blanche h7 · Pion noir sur case blanche c6 · Tour blanche sur case noire d6 · Dame noire sur case noire f6 · Pion blanc sur case noire c5 · Pion noir sur case noire b4 · Fou blanc sur case blanche e4 · Dame blanche sur case blanche b3 · Pion blanc sur case noire g3 · Fou noir sur case blanche h3 · Pion blanc sur case noire b2 · Pion blanc sur case noire f2 · Pion blanc sur case noire h2 · Tour blanche sur case noire e1 · Roi blanc sur case noire g1 | Tour noire sur case blanche a8 · Tour noire sur case blanche e8 · Roi noir sur case blanche g8 · Pion noir sur case blanche f7 · Pion noir sur case noire g7 · Pion noir sur case blanche h7 · Pion noir sur case blanche c6 · Tour blanche sur case noire d6 · Dame noire sur case noire f6 · Pion blanc sur case noire c5 · Pion noir sur case noire b4 · Fou blanc sur case blanche e4 · Dame blanche sur case blanche b3 · Pion blanc sur case noire g3 · Fou noir sur case blanche h3 · Pion blanc sur case noire b2 · Pion blanc sur case noire f2 · Pion blanc sur case noire h2 · Tour blanche sur case noire e1 · Roi blanc sur case noire g1 | Tour noire sur case blanche a8 · Tour noire sur case blanche e8 · Roi noir sur case blanche g8 · Pion noir sur case blanche f7 · Pion noir sur case noire g7 · Pion noir sur case blanche h7 · Pion noir sur case blanche c6 · Tour blanche sur case noire d6 · Dame noire sur case noire f6 · Pion blanc sur case noire c5 · Pion noir sur case noire b4 · Fou blanc sur case blanche e4 · Dame blanche sur case blanche b3 · Pion blanc sur case noire g3 · Fou noir sur case blanche h3 · Pion blanc sur case noire b2 · Pion blanc sur case noire f2 · Pion blanc sur case noire h2 · Tour blanche sur case noire e1 · Roi blanc sur case noire g1 | 4 |
| 3 | Tour noire sur case blanche a8 · Tour noire sur case blanche e8 · Roi noir sur case blanche g8 · Pion noir sur case blanche f7 · Pion noir sur case noire g7 · Pion noir sur case blanche h7 · Pion noir sur case blanche c6 · Tour blanche sur case noire d6 · Dame noire sur case noire f6 · Pion blanc sur case noire c5 · Pion noir sur case noire b4 · Fou blanc sur case blanche e4 · Dame blanche sur case blanche b3 · Pion blanc sur case noire g3 · Fou noir sur case blanche h3 · Pion blanc sur case noire b2 · Pion blanc sur case noire f2 · Pion blanc sur case noire h2 · Tour blanche sur case noire e1 · Roi blanc sur case noire g1 | Tour noire sur case blanche a8 · Tour noire sur case blanche e8 · Roi noir sur case blanche g8 · Pion noir sur case blanche f7 · Pion noir sur case noire g7 · Pion noir sur case blanche h7 · Pion noir sur case blanche c6 · Tour blanche sur case noire d6 · Dame noire sur case noire f6 · Pion blanc sur case noire c5 · Pion noir sur case noire b4 · Fou blanc sur case blanche e4 · Dame blanche sur case blanche b3 · Pion blanc sur case noire g3 · Fou noir sur case blanche h3 · Pion blanc sur case noire b2 · Pion blanc sur case noire f2 · Pion blanc sur case noire h2 · Tour blanche sur case noire e1 · Roi blanc sur case noire g1 | Tour noire sur case blanche a8 · Tour noire sur case blanche e8 · Roi noir sur case blanche g8 · Pion noir sur case blanche f7 · Pion noir sur case noire g7 · Pion noir sur case blanche h7 · Pion noir sur case blanche c6 · Tour blanche sur case noire d6 · Dame noire sur case noire f6 · Pion blanc sur case noire c5 · Pion noir sur case noire b4 · Fou blanc sur case blanche e4 · Dame blanche sur case blanche b3 · Pion blanc sur case noire g3 · Fou noir sur case blanche h3 · Pion blanc sur case noire b2 · Pion blanc sur case noire f2 · Pion blanc sur case noire h2 · Tour blanche sur case noire e1 · Roi blanc sur case noire g1 | Tour noire sur case blanche a8 · Tour noire sur case blanche e8 · Roi noir sur case blanche g8 · Pion noir sur case blanche f7 · Pion noir sur case noire g7 · Pion noir sur case blanche h7 · Pion noir sur case blanche c6 · Tour blanche sur case noire d6 · Dame noire sur case noire f6 · Pion blanc sur case noire c5 · Pion noir sur case noire b4 · Fou blanc sur case blanche e4 · Dame blanche sur case blanche b3 · Pion blanc sur case noire g3 · Fou noir sur case blanche h3 · Pion blanc sur case noire b2 · Pion blanc sur case noire f2 · Pion blanc sur case noire h2 · Tour blanche sur case noire e1 · Roi blanc sur case noire g1 | Tour noire sur case blanche a8 · Tour noire sur case blanche e8 · Roi noir sur case blanche g8 · Pion noir sur case blanche f7 · Pion noir sur case noire g7 · Pion noir sur case blanche h7 · Pion noir sur case blanche c6 · Tour blanche sur case noire d6 · Dame noire sur case noire f6 · Pion blanc sur case noire c5 · Pion noir sur case noire b4 · Fou blanc sur case blanche e4 · Dame blanche sur case blanche b3 · Pion blanc sur case noire g3 · Fou noir sur case blanche h3 · Pion blanc sur case noire b2 · Pion blanc sur case noire f2 · Pion blanc sur case noire h2 · Tour blanche sur case noire e1 · Roi blanc sur case noire g1 | Tour noire sur case blanche a8 · Tour noire sur case blanche e8 · Roi noir sur case blanche g8 · Pion noir sur case blanche f7 · Pion noir sur case noire g7 · Pion noir sur case blanche h7 · Pion noir sur case blanche c6 · Tour blanche sur case noire d6 · Dame noire sur case noire f6 · Pion blanc sur case noire c5 · Pion noir sur case noire b4 · Fou blanc sur case blanche e4 · Dame blanche sur case blanche b3 · Pion blanc sur case noire g3 · Fou noir sur case blanche h3 · Pion blanc sur case noire b2 · Pion blanc sur case noire f2 · Pion blanc sur case noire h2 · Tour blanche sur case noire e1 · Roi blanc sur case noire g1 | Tour noire sur case blanche a8 · Tour noire sur case blanche e8 · Roi noir sur case blanche g8 · Pion noir sur case blanche f7 · Pion noir sur case noire g7 · Pion noir sur case blanche h7 · Pion noir sur case blanche c6 · Tour blanche sur case noire d6 · Dame noire sur case noire f6 · Pion blanc sur case noire c5 · Pion noir sur case noire b4 · Fou blanc sur case blanche e4 · Dame blanche sur case blanche b3 · Pion blanc sur case noire g3 · Fou noir sur case blanche h3 · Pion blanc sur case noire b2 · Pion blanc sur case noire f2 · Pion blanc sur case noire h2 · Tour blanche sur case noire e1 · Roi blanc sur case noire g1 | Tour noire sur case blanche a8 · Tour noire sur case blanche e8 · Roi noir sur case blanche g8 · Pion noir sur case blanche f7 · Pion noir sur case noire g7 · Pion noir sur case blanche h7 · Pion noir sur case blanche c6 · Tour blanche sur case noire d6 · Dame noire sur case noire f6 · Pion blanc sur case noire c5 · Pion noir sur case noire b4 · Fou blanc sur case blanche e4 · Dame blanche sur case blanche b3 · Pion blanc sur case noire g3 · Fou noir sur case blanche h3 · Pion blanc sur case noire b2 · Pion blanc sur case noire f2 · Pion blanc sur case noire h2 · Tour blanche sur case noire e1 · Roi blanc sur case noire g1 | 3 |
| 2 | Tour noire sur case blanche a8 · Tour noire sur case blanche e8 · Roi noir sur case blanche g8 · Pion noir sur case blanche f7 · Pion noir sur case noire g7 · Pion noir sur case blanche h7 · Pion noir sur case blanche c6 · Tour blanche sur case noire d6 · Dame noire sur case noire f6 · Pion blanc sur case noire c5 · Pion noir sur case noire b4 · Fou blanc sur case blanche e4 · Dame blanche sur case blanche b3 · Pion blanc sur case noire g3 · Fou noir sur case blanche h3 · Pion blanc sur case noire b2 · Pion blanc sur case noire f2 · Pion blanc sur case noire h2 · Tour blanche sur case noire e1 · Roi blanc sur case noire g1 | Tour noire sur case blanche a8 · Tour noire sur case blanche e8 · Roi noir sur case blanche g8 · Pion noir sur case blanche f7 · Pion noir sur case noire g7 · Pion noir sur case blanche h7 · Pion noir sur case blanche c6 · Tour blanche sur case noire d6 · Dame noire sur case noire f6 · Pion blanc sur case noire c5 · Pion noir sur case noire b4 · Fou blanc sur case blanche e4 · Dame blanche sur case blanche b3 · Pion blanc sur case noire g3 · Fou noir sur case blanche h3 · Pion blanc sur case noire b2 · Pion blanc sur case noire f2 · Pion blanc sur case noire h2 · Tour blanche sur case noire e1 · Roi blanc sur case noire g1 | Tour noire sur case blanche a8 · Tour noire sur case blanche e8 · Roi noir sur case blanche g8 · Pion noir sur case blanche f7 · Pion noir sur case noire g7 · Pion noir sur case blanche h7 · Pion noir sur case blanche c6 · Tour blanche sur case noire d6 · Dame noire sur case noire f6 · Pion blanc sur case noire c5 · Pion noir sur case noire b4 · Fou blanc sur case blanche e4 · Dame blanche sur case blanche b3 · Pion blanc sur case noire g3 · Fou noir sur case blanche h3 · Pion blanc sur case noire b2 · Pion blanc sur case noire f2 · Pion blanc sur case noire h2 · Tour blanche sur case noire e1 · Roi blanc sur case noire g1 | Tour noire sur case blanche a8 · Tour noire sur case blanche e8 · Roi noir sur case blanche g8 · Pion noir sur case blanche f7 · Pion noir sur case noire g7 · Pion noir sur case blanche h7 · Pion noir sur case blanche c6 · Tour blanche sur case noire d6 · Dame noire sur case noire f6 · Pion blanc sur case noire c5 · Pion noir sur case noire b4 · Fou blanc sur case blanche e4 · Dame blanche sur case blanche b3 · Pion blanc sur case noire g3 · Fou noir sur case blanche h3 · Pion blanc sur case noire b2 · Pion blanc sur case noire f2 · Pion blanc sur case noire h2 · Tour blanche sur case noire e1 · Roi blanc sur case noire g1 | Tour noire sur case blanche a8 · Tour noire sur case blanche e8 · Roi noir sur case blanche g8 · Pion noir sur case blanche f7 · Pion noir sur case noire g7 · Pion noir sur case blanche h7 · Pion noir sur case blanche c6 · Tour blanche sur case noire d6 · Dame noire sur case noire f6 · Pion blanc sur case noire c5 · Pion noir sur case noire b4 · Fou blanc sur case blanche e4 · Dame blanche sur case blanche b3 · Pion blanc sur case noire g3 · Fou noir sur case blanche h3 · Pion blanc sur case noire b2 · Pion blanc sur case noire f2 · Pion blanc sur case noire h2 · Tour blanche sur case noire e1 · Roi blanc sur case noire g1 | Tour noire sur case blanche a8 · Tour noire sur case blanche e8 · Roi noir sur case blanche g8 · Pion noir sur case blanche f7 · Pion noir sur case noire g7 · Pion noir sur case blanche h7 · Pion noir sur case blanche c6 · Tour blanche sur case noire d6 · Dame noire sur case noire f6 · Pion blanc sur case noire c5 · Pion noir sur case noire b4 · Fou blanc sur case blanche e4 · Dame blanche sur case blanche b3 · Pion blanc sur case noire g3 · Fou noir sur case blanche h3 · Pion blanc sur case noire b2 · Pion blanc sur case noire f2 · Pion blanc sur case noire h2 · Tour blanche sur case noire e1 · Roi blanc sur case noire g1 | Tour noire sur case blanche a8 · Tour noire sur case blanche e8 · Roi noir sur case blanche g8 · Pion noir sur case blanche f7 · Pion noir sur case noire g7 · Pion noir sur case blanche h7 · Pion noir sur case blanche c6 · Tour blanche sur case noire d6 · Dame noire sur case noire f6 · Pion blanc sur case noire c5 · Pion noir sur case noire b4 · Fou blanc sur case blanche e4 · Dame blanche sur case blanche b3 · Pion blanc sur case noire g3 · Fou noir sur case blanche h3 · Pion blanc sur case noire b2 · Pion blanc sur case noire f2 · Pion blanc sur case noire h2 · Tour blanche sur case noire e1 · Roi blanc sur case noire g1 | Tour noire sur case blanche a8 · Tour noire sur case blanche e8 · Roi noir sur case blanche g8 · Pion noir sur case blanche f7 · Pion noir sur case noire g7 · Pion noir sur case blanche h7 · Pion noir sur case blanche c6 · Tour blanche sur case noire d6 · Dame noire sur case noire f6 · Pion blanc sur case noire c5 · Pion noir sur case noire b4 · Fou blanc sur case blanche e4 · Dame blanche sur case blanche b3 · Pion blanc sur case noire g3 · Fou noir sur case blanche h3 · Pion blanc sur case noire b2 · Pion blanc sur case noire f2 · Pion blanc sur case noire h2 · Tour blanche sur case noire e1 · Roi blanc sur case noire g1 | 2 |
| 1 | Tour noire sur case blanche a8 · Tour noire sur case blanche e8 · Roi noir sur case blanche g8 · Pion noir sur case blanche f7 · Pion noir sur case noire g7 · Pion noir sur case blanche h7 · Pion noir sur case blanche c6 · Tour blanche sur case noire d6 · Dame noire sur case noire f6 · Pion blanc sur case noire c5 · Pion noir sur case noire b4 · Fou blanc sur case blanche e4 · Dame blanche sur case blanche b3 · Pion blanc sur case noire g3 · Fou noir sur case blanche h3 · Pion blanc sur case noire b2 · Pion blanc sur case noire f2 · Pion blanc sur case noire h2 · Tour blanche sur case noire e1 · Roi blanc sur case noire g1 | Tour noire sur case blanche a8 · Tour noire sur case blanche e8 · Roi noir sur case blanche g8 · Pion noir sur case blanche f7 · Pion noir sur case noire g7 · Pion noir sur case blanche h7 · Pion noir sur case blanche c6 · Tour blanche sur case noire d6 · Dame noire sur case noire f6 · Pion blanc sur case noire c5 · Pion noir sur case noire b4 · Fou blanc sur case blanche e4 · Dame blanche sur case blanche b3 · Pion blanc sur case noire g3 · Fou noir sur case blanche h3 · Pion blanc sur case noire b2 · Pion blanc sur case noire f2 · Pion blanc sur case noire h2 · Tour blanche sur case noire e1 · Roi blanc sur case noire g1 | Tour noire sur case blanche a8 · Tour noire sur case blanche e8 · Roi noir sur case blanche g8 · Pion noir sur case blanche f7 · Pion noir sur case noire g7 · Pion noir sur case blanche h7 · Pion noir sur case blanche c6 · Tour blanche sur case noire d6 · Dame noire sur case noire f6 · Pion blanc sur case noire c5 · Pion noir sur case noire b4 · Fou blanc sur case blanche e4 · Dame blanche sur case blanche b3 · Pion blanc sur case noire g3 · Fou noir sur case blanche h3 · Pion blanc sur case noire b2 · Pion blanc sur case noire f2 · Pion blanc sur case noire h2 · Tour blanche sur case noire e1 · Roi blanc sur case noire g1 | Tour noire sur case blanche a8 · Tour noire sur case blanche e8 · Roi noir sur case blanche g8 · Pion noir sur case blanche f7 · Pion noir sur case noire g7 · Pion noir sur case blanche h7 · Pion noir sur case blanche c6 · Tour blanche sur case noire d6 · Dame noire sur case noire f6 · Pion blanc sur case noire c5 · Pion noir sur case noire b4 · Fou blanc sur case blanche e4 · Dame blanche sur case blanche b3 · Pion blanc sur case noire g3 · Fou noir sur case blanche h3 · Pion blanc sur case noire b2 · Pion blanc sur case noire f2 · Pion blanc sur case noire h2 · Tour blanche sur case noire e1 · Roi blanc sur case noire g1 | Tour noire sur case blanche a8 · Tour noire sur case blanche e8 · Roi noir sur case blanche g8 · Pion noir sur case blanche f7 · Pion noir sur case noire g7 · Pion noir sur case blanche h7 · Pion noir sur case blanche c6 · Tour blanche sur case noire d6 · Dame noire sur case noire f6 · Pion blanc sur case noire c5 · Pion noir sur case noire b4 · Fou blanc sur case blanche e4 · Dame blanche sur case blanche b3 · Pion blanc sur case noire g3 · Fou noir sur case blanche h3 · Pion blanc sur case noire b2 · Pion blanc sur case noire f2 · Pion blanc sur case noire h2 · Tour blanche sur case noire e1 · Roi blanc sur case noire g1 | Tour noire sur case blanche a8 · Tour noire sur case blanche e8 · Roi noir sur case blanche g8 · Pion noir sur case blanche f7 · Pion noir sur case noire g7 · Pion noir sur case blanche h7 · Pion noir sur case blanche c6 · Tour blanche sur case noire d6 · Dame noire sur case noire f6 · Pion blanc sur case noire c5 · Pion noir sur case noire b4 · Fou blanc sur case blanche e4 · Dame blanche sur case blanche b3 · Pion blanc sur case noire g3 · Fou noir sur case blanche h3 · Pion blanc sur case noire b2 · Pion blanc sur case noire f2 · Pion blanc sur case noire h2 · Tour blanche sur case noire e1 · Roi blanc sur case noire g1 | Tour noire sur case blanche a8 · Tour noire sur case blanche e8 · Roi noir sur case blanche g8 · Pion noir sur case blanche f7 · Pion noir sur case noire g7 · Pion noir sur case blanche h7 · Pion noir sur case blanche c6 · Tour blanche sur case noire d6 · Dame noire sur case noire f6 · Pion blanc sur case noire c5 · Pion noir sur case noire b4 · Fou blanc sur case blanche e4 · Dame blanche sur case blanche b3 · Pion blanc sur case noire g3 · Fou noir sur case blanche h3 · Pion blanc sur case noire b2 · Pion blanc sur case noire f2 · Pion blanc sur case noire h2 · Tour blanche sur case noire e1 · Roi blanc sur case noire g1 | Tour noire sur case blanche a8 · Tour noire sur case blanche e8 · Roi noir sur case blanche g8 · Pion noir sur case blanche f7 · Pion noir sur case noire g7 · Pion noir sur case blanche h7 · Pion noir sur case blanche c6 · Tour blanche sur case noire d6 · Dame noire sur case noire f6 · Pion blanc sur case noire c5 · Pion noir sur case noire b4 · Fou blanc sur case blanche e4 · Dame blanche sur case blanche b3 · Pion blanc sur case noire g3 · Fou noir sur case blanche h3 · Pion blanc sur case noire b2 · Pion blanc sur case noire f2 · Pion blanc sur case noire h2 · Tour blanche sur case noire e1 · Roi blanc sur case noire g1 | 1 |
|   | a | b | c | d | e | f | g | h |   |

La partie La Toujours Jeune est caractéristique à cet égard (déviations du Cc6 noir et du Roi noir). 
Dans le domaine du problème, le fait qu'une pièce occupe (rejet) ou évacue (écart) une case peut ressortir d'une déviation.